# Pawlos Gawriilidis
Pawlos Gawriilidis (ur. 10 lipca 1984 w Salonikach) – grecki wioślarz.

## Osiągnięcia
- Mistrzostwa Świata U-23 – Hazewinkel 2006 – czwórka bez sternika – 2. miejsce[1].
- Mistrzostwa Świata – Monachium 2007 – czwórka bez sternika – 13. miejsce[1].
- Mistrzostwa Europy – Poznań 2007 – czwórka bez sternika – 3. miejsce[1].
- Mistrzostwa Europy – Ateny 2008 – dwójka bez sternika – 1. miejsce[1].
- Mistrzostwa Świata – Poznań 2009 – czwórka bez sternika – 10. miejsce[1].
- Mistrzostwa Europy – Brześć 2009 – czwórka bez sternika – 1. miejsce[1].